# Rikuta Watanabe
Rikuta Watanabe (geboren am 9. Juli 1995) ist ein japanischer Skispringer.

## Werdegang
Rikuta Watanabe absolvierte zwischen 2009 und 2013 erste internationale Wettbewerbe der Fédération Internationale de Ski, unter anderem im FIS Cup. Am 17. Januar 2014 gab er in Sapporo sein Debüt im Skisprung-Continental-Cup der Saison 2013/14 und sprang im Einzelwettkampf von der Normalschanze auf den 57. Platz.
Er war Teilnehmer bei den Nordischen Junioren-Skiweltmeisterschaften 2015 im kasachischen Almaty, bei denen er im Teamwettbewerb von der Normalschanze für Japan gemeinsam mit Yukiya Satō, Ryōyū Kobayashi und Masamitsu Itō den sechsten Rang erreichte. Zwei Jahre später trat er, ebenfalls in Almaty, auch bei der Winter-Universiade 2017 an und sprang im Einzelwettkampf, der wiederum von der Normalschanze ausgetragen wurde, auf den 30. Platz unter 53 Teilnehmern.
Im Sommer 2019 erzielte er bei zwei Wettbewerben im rumänischen Râșnov mit einem 24. sowie einem 22. Platz seine ersten Wertungspunkte im Continental Cup. Am Saisonende war er 129. im Gesamt-Continental-Cup. Erst im Juli 2021 gelangen ihm im finnischen Kuopio die beiden nächsten Punktgewinne. Im September nahm er im Rahmen der Saison 2021 an drei Einzelwettkämpfen, in denen er jeweils die Punkteränge erreichte, sowie einem Mixed-Team-Springen im Skisprung-Grand-Prix teil.

## Statistik

### Grand-Prix-Platzierungen
| Saison | Platz | Punkte |
| ------ | ----- | ------ |
| 2021   | 040.  | 0046   |

### Continental-Cup-Platzierungen
| Saison  | Sommer | Sommer | Winter | Winter | Gesamt | Gesamt |
| Saison  | Platz  | Punkte | Platz  | Punkte | Platz  | Punkte |
| ------- | ------ | ------ | ------ | ------ | ------ | ------ |
| 2019/20 | 096.   | 0016   | —      | —      | 129.   | 0016   |